# 폴 그로스
폴 그로스(Paul Gross, 1959년 4월 30일 ~ )는 캐나다의 배우이다.

## 출연 작품
- 페인티드 랜드: 인 서치 오브 더 그룹 오브 세븐 (2015)
- 하이에나 로드 (2015)
- 웨잇 포 레인 (2011)
- 호보 위드 어 숏건 (2011)
- 브레이크어웨이 (2011)
- 건리스 (2010)
- 후키드 온 스피드맨 (2008)
- 파스샹달 (2008)
- H2O (2004)
- 원더풀 윌비 (2004)
- 해저 2만리 (1997)
- 페인트 캔스 (1994)
- 캐나다 젠틀캅 (1994)
- 웨일 뮤직 (1994)
- 위기의 결합 (1993)
- 질주 (1993)
- 베리드 온 썬데이 (1992)
- 버팔로 점프 (1990)
- 설원의 사랑 (1989)